# Quách Phú Thành
Quách Phú Thành (tiếng Trung: 郭富城, tiếng Anh: Aaron Kwok Fu Shing, sinh ngày 26 tháng 10 năm 1965) là một ca sĩ, vũ công và diễn viên người Hồng Kông. Hoạt động từ những năm 1980, Quách Phú Thành được xem là một trong "Tứ đại thiên vương" của Hồng Kông. Được mệnh danh là "Vũ vương", vũ điệu trên sân khấu của Quách Phú Thành chịu ảnh hưởng của cố nghệ sĩ người Mỹ Michael Jackson. Anh đã phát hành hơn 30 album phòng thu bằng tiếng Quảng Đông và Quan Thoại, hầu hết thuộc thể loại dance-pop, với các yếu tố rock, R & B, soul, electronic và âm nhạc truyền thống Trung Quốc.
Song song với sự nghiệp âm nhạc của mình, Quách Phú Thành bắt đầu sự nghiệp diễn viên với vai diễn trong bộ phim truyền hình TVB Thành Cát Tư Hãn (1987), sau đó là Thái Bình Thiên Quốc (1988), Người đàn ông đến từ Quảng Đông (1991), Heartstrings (1994) và Trận chiến tham ô (1996). Anh đã được công nhận rộng rãi với bộ phim Thần Điêu Hiệp Lữ (1991), và được đề cử Giải thưởng Điện ảnh Hồng Kông cho Nam diễn viên phụ xuất sắc nhất, trước khi đóng vai chính trong một loạt bộ phim thành công phòng vé như Trường học bá vương (1993), Trận chiến lôi đình (2000), Tam nhân cách (2005), Phụ tử (2006), Đạp huyết tầm mai (2015) và Phi vụ tiền giả (2018).

## Giải thưởng và đề cử
| Năm                            | Lễ trao giải                   | Hạng mục                       | Tác phẩm                       | Kết quả                        | Nguồn                          |
| Giải thưởng Điện ảnh Hồng Kông | Giải thưởng Điện ảnh Hồng Kông | Giải thưởng Điện ảnh Hồng Kông | Giải thưởng Điện ảnh Hồng Kông | Giải thưởng Điện ảnh Hồng Kông | Giải thưởng Điện ảnh Hồng Kông |
| ------------------------------ | ------------------------------ | ------------------------------ | ------------------------------ | ------------------------------ | ------------------------------ |
| 1992                           | Giải Kim Tượng lần thứ 11      | Nam diễn viên phụ xuất sắc     | Tân Thần điêu hiệp lữ          | Đề cử                          |                                |
| 1999                           | Giải Kim Tượng lần thứ 18      | Bài hát gốc cho phim xuất sắc  | Phong Vân hùng bá thiên hạ     | Đề cử                          |                                |
| 2002                           | Giải Kim Tượng lần thứ 21      | Bài hát gốc cho phim xuất sắc  | Hoa anh đào lãng mạn           | Đề cử                          |                                |
| 2006                           | Giải Kim Tượng lần thứ 25      | Nam diễn viên chính xuất sắc   | Ngã ba                         | Đề cử                          |                                |
| 2007                           | Giải Kim Tượng lần thứ 26      | Nam diễn viên chính xuất sắc   | Cha con                        | Đề cử                          |                                |
| 2008                           | Giải Kim Tượng lần thứ 27      | Nam diễn viên chính xuất sắc   | Thám tử C+                     | Đề cử                          |                                |
| 2010                           | Giải Kim Tượng lần thứ 29      | Nam diễn viên chính xuất sắc   | Kẻ giết người                  | Đề cử                          |                                |
| 2016                           | Giải Kim Tượng lần thứ 35      | Nam diễn viên chính xuất sắc   | Đạp huyết tầm mai              | Đoạt giải                      |                                |
| 2019                           | Giải Kim Tượng lần thứ 38      | Nam diễn viên chính xuất sắc   | Vô song                        | Đề cử                          |                                |
| 2020                           | Giải Kim Tượng lần thứ 39      | Nam diễn viên chính xuất sắc   | Mạch lộ nhân                   | Đề cử                          |                                |
| Giải Kim Mã                    |                                |                                |                                |                                |                                |
| 2005                           | Giải Kim Mã lần thứ 42         | Nam diễn viên chính xuất sắc   | Ngã ba                         | Đoạt giải                      |                                |
| 2006                           | Giải Kim Mã lần thứ 43         | Nam diễn viên chính xuất sắc   | Cha con                        | Đoạt giải                      |                                |
| 2007                           | Giải Kim Mã lần thứ 44         | Nam diễn viên chính xuất sắc   | Thám tử C+                     | Đề cử                          |                                |
| 2015                           | Giải Kim Mã lần thứ 52         | Nam diễn viên chính xuất sắc   | Đạp huyết tầm mai              | Đề cử                          |                                |
| Giải Kim Kê                    |                                |                                |                                |                                |                                |
| 2011                           | Giải Kim Kê lần thứ 28         | Nam diễn viên chính xuất sắc   | Yêu nhất                       | Đề cử                          |                                |
| Giải Hoa Đỉnh                  |                                |                                |                                |                                |                                |
| 2011                           | Giải Hoa Đỉnh lần thứ 5        | Nam diễn viên chính xuất sắc   | Kẻ giết người                  | Đoạt giải                      |                                |
| 2019                           | Giải Hoa Đỉnh lần thứ 25       | Nam diễn viên chính xuất sắc   | Vô song                        | Đoạt giải                      |                                |